# DJ Hyde
David Markland (3 de enero de 1978), más conocido por su nombre en el ring como DJ Hyde, es un luchador y promotor de lucha libre profesional estadounidense que actualmente trabaja para la empresa Combat Zone Wrestling.

## Carrera
Markland fue entrenado por Jon Dahmer e hizo su debut como luchador profesional en el 2003, a la edad de 24 años.
Markland empezó a luchar en Pensilvania, con la empresa Chikara, peleando bajo el nombre de "Mano Metálica", formando parte del grupo denominado "Sweet 'n' Sour International". Participó en el CHIKARA Tag World Grand Prix 2005 haciendo equipo con Jon Dahmer. Sin embargo, fueron eliminados en la segunda ronda por Kevin Steen y El Generico.

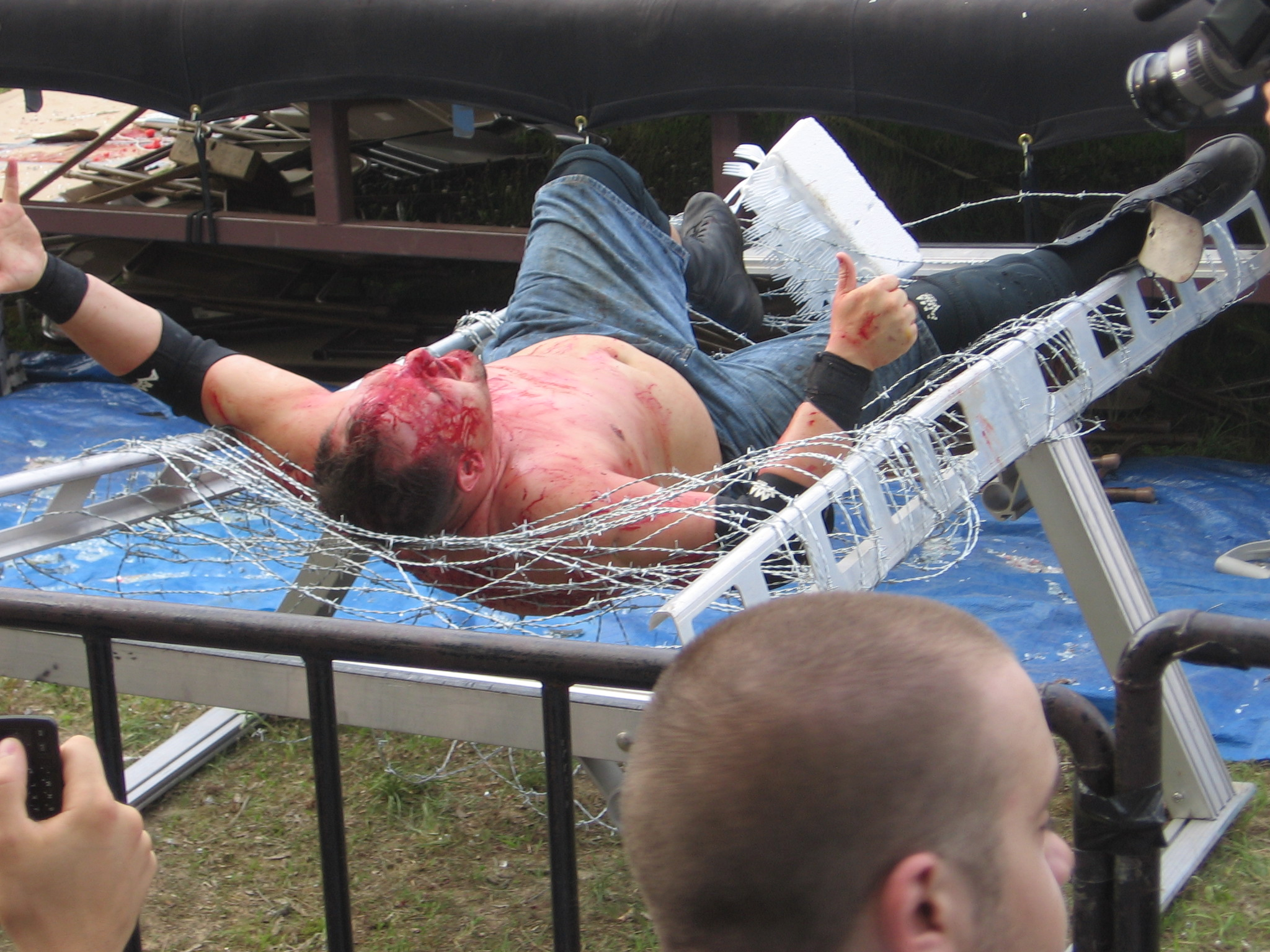
Markland luchando tirado sobre una cama de alambre de púas.

El 2 de abril de 2005, luchó en el CZW World Tag Team Championship al lado de Jon Dahmer, pero fueron derrotados por los entonces campeones H8 Club (Justice Pain y Nick Gage). En julio de 2006, luchó contra Sabian en una lucha clasificatoria para el Young Lions Cup III, siendo el vencedor Sabian.
Participó en el Tournament of Death 5, avanzando en la primera ronda junto a Danny Havoc, pero siendo eliminados en la ronda siguiente por J.C. Bailey y Drake Younger. También participó en los Tournament of Death del 2007 y 2008, pero no consiguió ganar.
El 10 de marzo de 2007, Markland derrotó a Adam Flash y Chris Hero, ganando el vacante CZW Iron Man Championship. Sin embargóm, perdió el título en contra de Toby Klein 3 meses después. En el Show Conmemorativo de Chri$ Ca$h del 2007, Markland venció en un Dog Collar Match, ganando el campeonato por segunda vez. El 10 de noviembre de 2007, fue vencido por Joker, perdiendo el título una vez más.
En el 2010, Markland viajó a Yokohama, Japón para participar en la Big Japan Pro Wrestling.

## En lucha libre
- Movimientos finales y de firma
  - Summoning Lariat
  - Shadow Driver
- Apodos
  - The Lariat

## Campeonatos y logros
- Combat Zone Wrestling
  - CZW Iron Man Championship (3 veces)[2]
  - Tournament of Death VIII (2009)[3]
- Maven Bentley Association
  - MBA Heavyweight Championship (1 vez)
- Maryland Championship Wrestling
  - MCW Tag Team Championship (1 vez)[4]